# Odkupiony Chrześcijański Kościół Boży
Odkupiony Chrześcijański Kościół Boży (RCCG) – chrześcijański wolny Kościół protestancki o charakterze ewangelikalnym nurtu zielonoświątkowego, z siedzibą w Nigerii. Kościół posiada 7 milionów wiernych na całym świecie. W Wielkiej Brytanii liczy około 80 tysięcy członków. W Polsce założył kilka afrykańskich zborów.  

## Historia
RCCG został założony w 1952 roku przez nigeryjskiego pastora Jozjasza Akindayomi. We wczesnych latach 1970 Akindayomi rozpoczął poszukiwanie wykształconego następcy, który nie był w tym czasie członkiem kościoła. Wybrał Enocha Adeboye, wykładowcę matematyki na Uniwersytecie w Lagos, który przyłączył się do kościoła w 1973 roku. Adeboye początkowo stał się jednym z tłumaczy przekładających kazania Akindayomi z Joruba na angielski, a święcenia na pastora uzyskał w 1975 roku.
Andrew Rice, pisząc w The New York Times, nazywa RCCG jednym z najbardziej energicznie rozwijających się kościołów. Według najnowszych badań, kościół posiada 12.000 parafii w Nigerii. Na arenie międzynarodowej RCCG jest obecny w innych państwach afrykańskich, w tym: Wybrzeżu Kości Słoniowej, Ghanie, Zambii, Malawi, Demokratycznej Republice Konga, Tanzanii, Kenii, Ugandzie, Gambii, Kamerunie i w Republice Południowej Afryki. W Europie jest rozpowszechniony w Anglii, Niemczech i Francji. W Stanach Zjednoczonych posiada zbory w Dallas, Tallahassee, Houston, Nowym Jorku, Waszyngtonie i w Chicago, a także w państwach wysp karaibskich na Haiti i w Jamajce.

## Wierzenia
Kościół RCCG wierzy w:

1. Biblię, jako jedyne, nieomylne i natchnione źródło wiary.
2. Boga w Trójcy Świętej Jedynego, w osobach Ojca, Syna i Ducha Świętego.
3. Jezusa Chrystusa, poczętego z Ducha Świętego, jego służbę, śmierć, zmartwychwstanie w ciele, wniebowstąpienie i powtórne przyjście przy końcu świata.
4. Ducha Świętego, który jest trzecią osobą Trójcy. On ma taką samą moc, tę samą chwałę u Boga Ojca i Boga Syna. On uczy, mówi do ludzi i daje świadectwo. Wykonuje prace naprawy człowieka.
5. diabła, który chce doprowadzić do upadku każdego człowieka. Przyniósł chorobę, grzech i śmierć na świat. Dąży do zniszczenia tych, którzy wykonują swoją wiarę w Pana Jezusa.
6. człowiek jest stworzeniem Bożym.  Bóg ulepił człowieka z prochu ziemi i tchnął w jego nozdrza tchnienie życia, i człowiek stał się duszą żyjącą. Dlatego człowiek składa się z trzech części: ducha, duszy i ciała.
7. pokutę, która jest nawróceniem się człowieka od jego grzechów z decyzją wstrzymania się od nich.
8. nowonarodzenie, jest łaską Boga, zgodnie z którą człowiek jest oczyszczony z grzechów, dzięki której jest w stanie stanąć przed Bogiem tak, jakby nigdy nie zgrzeszył.
9. uświęcenie jest inną łaska Boga, przez którą dusze są stopniowo i całkowicie oczyszczone od grzechu.
10. chrzest osób w wieku świadomym, dokonywany poprzez całkowite zanurzenie w wodzie, w imię Ojca, Syna i Ducha Świętego.
11. chrzest Duchem Świętym jest darem Boga, który On daje tym, którzy są Mu posłuszni.
12. modlitwę w imieniu Jezusa, która jest obowiązkiem chrześcijanina.
13. restytucja jest znakiem prawdziwej skruchy. To jest zapłata za to, co zostało uszkodzone.
14. uzdrowienie chorych jako znak łaski i mocy Bożej.
15. Królestwo Tysiącletnie, zmartwychwstanie i życie wieczne.